# Jordi Benito
Jordi Benito i Verdaguer (Granollers, 1951 - Barcelona, 9 de diciembre de 2008) fue un artista español. Estudió arquitectura técnica en Barcelona, y se inició en la pintura con obras cercanas al arte povera. Después se pasó al arte conceptual, haciendo happenings y environments, como Descoberta Fregoli (1972). Desarrolló acciones a medio camino entre el body art y el espectáculo teatral. Desde la segunda mitad de los años 1980 se decantó por las instalaciones (Malson, els llits de la mort, 1976) y llevó a término acciones multidisciplinarias, como las realizadas con el músico Carles Santos. Murió en Barcelona el 9 de diciembre de 2008, víctima de una larga enfermedad.